# Phasia argenticeps
Phasia argenticeps là một loài ruồi trong họ Tachinidae.